# Tricholoma filamentosum
Tricholoma filamentosum (Alessio) Alessio – gatunek grzybów należący do rzędu pieczarkowców (Agaricales).

## Systematyka i nazewnictwo
Pozycja w klasyfikacji według Index Fungorum: Tricholoma, Tricholomataceae, Agaricales, Agaricomycetidae, Agaricomycetes, Agaricomycotina, Basidiomycota, Fungi.
Po raz pierwszy opisał go w 1983 r. włoski mykolog Carlo Luciano Alessio jako odmianę gąski tygrysiej (Tricholoma pardinum var. filamentosum). W 1988 r. ten sam autor podniósł ten takson do rangi odrębnego gatunku.

## Morfologia
Kapelusz
Średnica 6–9,5 cm, początkowo wypukły, potem przechodzący w płaski, czasem lekko wgłębiony na środku. Powierzchnia pokryta grubymi, koncentrycznie ułożonymi łuskami, często u starszych okazów popękana. Zarówno łuski, jak i podłoże o barwie oliwkowej, niewiele różniącej się odcieniem.
Blaszki
Przyrośnięte do lekko wykrojonych, białe do bladożółtych, z wiekiem przechodząc w izabelowate.
Trzon
Wysokość 5–9,5 cm, grubość 1–1,5 cm, cylindryczny, u podstawy rozszerzony. Powierzchnia biaława lub kremowa do gliniastej, pokryta ciemniejszymi, szarymi włókienkami.
Miąższ
Biały, o słabym, lekko zjełczałym zapachu, smak zjełczały, mączny.

## Występowanie i siedlisko
Znane jest występowanie Tricholoma filamentosum głównie w Europie. W Polsce jej stanowiska podaje internetowy atlas grzybów. Znajduje się w nim na liście gatunków zagrożonych i wartych objęcia ochroną.
Naziemny grzyb mykoryzowy. Tworzy ektomykoryzę z drzewami liściastymi, głównie z kasztanem, bukiem i dębem, ale podano też przypadki występowania pod drzewami iglastymi.